# Вайшвидава
Вайшвидава — часть города Каунас на юго-восточной окраине города, к юго-востоку от Панемуне. В микрорайоне Вайшвидава действует активная община, которая создала собственный общественный центр — Каунасскую Вайшвидавскую начальную школу. Каунасская лагуна находится неподалеку. Юго-восточная часть поселения, не связанная с Каунасом, принадлежит старшинству Самылу. В Вайшвидаве проживает около 4000 жителей. Здесь находится памятник-крест — дубовая скульптура «Благословляющий Христос» (автор — народный художник Викторас Жилинскас), посвященный памяти деревень, затопленных Каунасским заливом.

## Этимология

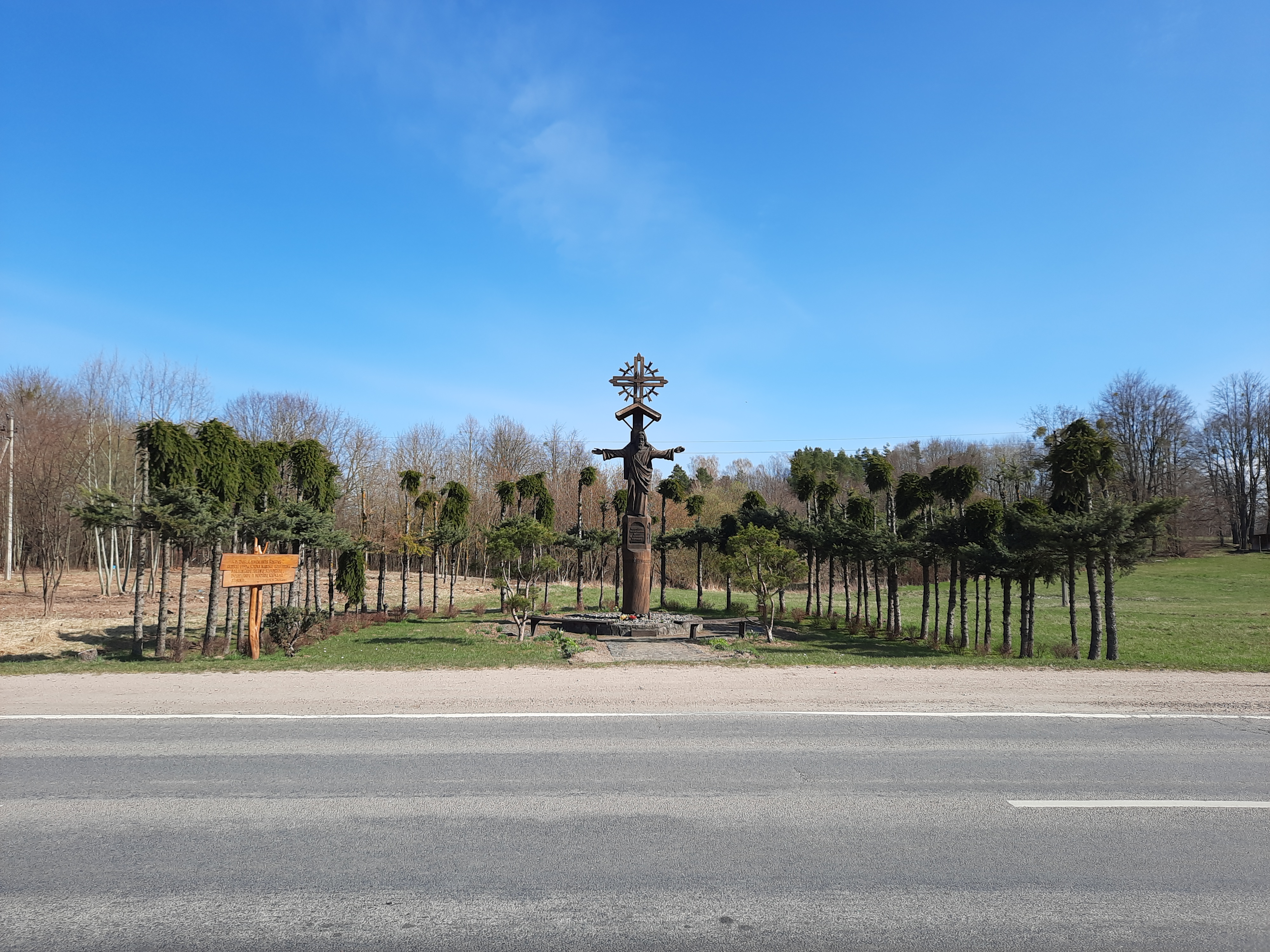
Скульптура «Благословляющий Христос» посвящена памяти пяти деревень, затопленных Каунасским заливом, — Пакалнишкий, Шиленай, Кампишкес, Дварелишкес и Мозурис.

Легенды гласят, что земли долины Нямунаса когда-то принадлежали знаменитому правителю Вайшвидасу, у которого был здесь деревянный замок Пакалнишки. Нынешнее название поселения могло возникнуть путем добавления к имени правителя суффикса топонима -ава (личный топоним).

## История
Имя Вайшвидавы впервые упоминается в исторических источниках в 1384 году в описаниях крестовых походов в Литву. В середине XVI века или позднее был образован подрайон, который в 1694 году принадлежал усадьбе недалеко от Марвы и старого города Каунаса. Там находился особняк Вайшвидавы.
До 1960 года часть села Пакальнишки была присоединена к Вайшвидаве во время строительства Каунасской ГЭС.

## Население
| 1888 | 1923 | - | - | - | - | - | - | - | - |
| ---- | ---- | - | - | - | - | - | - | - | - |
| 188  | 125  | - | - | - | - | - | - | - | - |